# Revolutionära förenade fronten
Revolutionära förenade fronten, RUF (engelska: Revolutionary United Front), var en rebellgrupp i Sierra Leone grundad 1991 av Foday Sankoh. RUF var en av huvudparterna i inbördeskriget i Sierra Leone och hade under en kortare period, trots sin relativt lilla storlek, kontroll över stora delar av landet. Efter att kriget tog slut 2002 omvandlades rörelsen till ett politiskt parti som existerade fram till 2007. 
Rebellrörelsens högsta tre ledare (som överlevde kriget),  Issa Sesay, Morris Kallon och Augustine Gbao, dömdes i februari 2009 för brott mot mänskligheten av den FN-stödda Specialdomstolen för Sierra Leone.

## Bildandet
Revolutionära förenade fronten grundades 1991 av Foday Sankoh som ledde en grupp sierraleonier som på grund av fattigdom i hemlandet flytt till grannlandet Liberia och där inspirerats av landets president Charles Taylor. Taylors egna rebellrörelse, National Patriotic Front of Liberia hade 1990 lyckats störta landets diktator Samuel Doe. RUF:s ledarskap med Sankoh i spetsen hade för avsikt att skapa en stark afrikansk välfärdsstat i Sierra Leone, något som de ansåg att den sittande regeringen inte ens var intresserad av att arbeta för, de var också missnöjda med det stora inflytande som västmakterna och grannländerna hade över landet. Därför blev deras slogan "No More Slaves, No More Masters. Power an Wealth To The People" (Inga mer slavar, inga mer herrar. Makt och välstånd till folket). Man planerade att använda landets rika tillgångar på diamanter för att kunna infria sina löften. RUF:s avsikter var redan från början att störta den sittande regeringen i Sierra Leone med våld. Gruppen verkar dock ha saknat någon klar gemensam ideologi, möjligen hämtade rörelsen viss inspiration från Muammar al-Gaddafis Den gröna boken, dock inte i någon större utsträckning. Vissa socialistiska inslag fanns i gruppens retorik men det är oklart i vilken omfattning det tillämpades. Den i stort sett enda gemensamma idén för rörelsen var Panafrikanism. RUF stöddes av Liberias nye president Charles Taylor, som bidrog med vapen och militär träning. RUF gick över gränsen till Sierra Leone för första gången den 23 mars 1991 och inledde direkt sina första attacker mot byar i distriktet Kailahun i sydöstra delen av landet.

## Gerillakrig och statskupp
Till en början var RUF mycket framgångsrika i sin krigföring, man åtnjöt i början också ett starkt stöd från den fattiga landsortsbefolkningen och många anmälde sig frivilligt till tjänst hos RUF. Framgångarna fortsatte och snart hade man tagit kontroll över de flesta av Sierra Leones diamantgruvor, oftast med våld. Men RUF skulle dock inte använda inkomsterna från diamanterna till någon gratis sjukvård eller utbildning utan istället för att köpa vapen. Gerillans högsta prioritet blev från och med nu att hålla diamantgruvorna under kontroll och detta ledde flera gånger till stridigheter mellan RUF och regeringstrupper, men RUF lyckades försvara gruvorna och snart hade landets ekonomi kollapsat totalt, vilket man utnyttjade för att ta kontroll över ytterligare landområden. 10 000-tals civila hamnade i vakuumet mellan de områden som kontrollerades av RUF och områden som regeringen fortfarande styrde över. Det ledde till svält och många sjukdomar spred sig bland civilbefolkningen, men även detta skulle visa sig bli till fördel för RUF. Många av de svältande och sjuka civila gick nu frivilligt i tjänst för RUF, eftersom det var enda sättet att bli garanterad mat och medicin. RUF skulle snart göra sig ökända för sina så kallade "offentliga bestraffningar" som gick ut på att deras soldater stormade en by eller mindre stad och sedan krävde bybornas lojalitet. Om de vägrade satte soldaterna i gång med att inför ögonen på alla byns invånare antingen mörda eller våldta slumpvis utvalda personer eller också, vilket skulle visa sig vara mer effektivt, hugga av händer och fötter på främst pojkar och flickor tills byborna svurit dem lojalitet. På detta sätt lyckades man hela tiden utöka sitt territorium.
Den sittande regeringen försökte länge dölja för omvärlden vad som pågick i landet, trots ekonomisk kollaps och en låg stridsmoral bland regeringstrupperna vägrade regeringen under lång tid att vädja till omvärlden om hjälp. Men den 25 maj 1997 förändrades läget radikalt när en grupp officerare inom Sierra Leones armé, kallad Armed Forces Revolutionary Council (AFRC), under ledning av Johnny Paul Koroma i allians med RUF, och med stöd från Charles Taylors regim i Liberia, tog makten i en blodig statskupp. Den sittande presidenten Ahmad Tejan Kabbah tvingades fly till grannlandet Guinea och AFRC upprättade tillsammans med RUF en militärjunta som styrde landet. AFRC/RUF-regimen erkändes inte av något annat land, det internationella samfundet fortsatte erkänna Ahmad Tejan Kabbahs exilregering i Guinea. Under den tid då de båda grupperna styrde landet föll rättsväsendet och administrationen sönder totalt. Alla som misstänktes vara motståndare mot regimen torterades och dödades, anarki utbröt i stora delar av landet och 100 000-tals människor dog eller tvingades fly landet. Det var under den tiden som RUF stod på toppen av sin makt men det varade endast i några månader. De övriga länderna i regionen hade nu reagerat och beslutade sig för att sätta sig till motvärn för att hindra oroligheterna från att sprida sig till fler länder. Redan i februari 1998 lyckades en styrka bestående av soldater från länder från hela Västafrika, under nigeriansk ledning, kallad ECOMOG, återta huvudstaden Freetown. Efter erövringen av Freetown, där RUF/AFRC tvingades till reträtt, återinsattes Kabbah som president.

## Undergången
I mars 1998 försvann RUF:s ledare Foday Sankoh under mystiska omständigheter till Nigeria där han snart greps och sattes i husarrest. Sam Bockarie tog då över ledningen för RUF som drog sig djupt in i djungeln för att föra ett skoningslöst gerillakrig. Under sommaren 1999 gick RUF till en massiv motoffensiv mot Freetown och var nära att återerövra huvudstaden, men ECOMOG-styrkan som försvarade staden lyckades slå tillbaka anfallet och RUF drog sig återigen in i djungeln. Därefter stagnerade fronterna, ECOMOG genomförde flera offensiver mot olika RUF-tillhåll och flera diamantgruvor, men utan större framgång. RUF genomförde flera räder och anfall mot byar, mindre städer och militärposter på områden som kontrollerades av ECOMOG och regeringen. Nu ingrep även USA, Storbritannien, Sydafrika, FN och ett flertal andra länder in i konflikten för att försöka förhandla fram en vapenvila mellan regeringen och RUF. Detta såg också ut att lyckas också genom fredsfördraget i Lomé, Togo, som undertecknades av båda parter den 7 juli 1999. Enligt avtalet tilläts Sankoh återvända från Nigeria och återvända till RUF under förutsättning att vapenvilan respekterades, vidare lovades Sankoh posten som vicepresident. Men bara efter ett par dagar utbröt striderna igen, FN försökte då komma med en annan lösning: Soldaterna i RUF skulle integreras i Sierra Leones armé och RUF skulle tillåtas att få verka som ett politiskt parti. Men även detta misslyckades och det slutade istället med att RUF tog 500 fredsbevarande FN-soldater som gisslan i ett halvår tills de slutligen, under påtryckning av Charles Taylor, släpptes. I början av maj 2000 bröts slutligen vapenvilan totalt och våldsamma strider utbröt i hela landet mellan RUF och ECOMOG, inbördeskriget hade börjat igen. 2001 sände Storbritannien och Guinea en styrka av elitsoldater till landet för att slå tillbaka RUF en gång för alla, vilket faktiskt också lyckades, gerillan led flera svåra nederlag under hela året men ledarna Sankoh och Bockarie vägrade att ge upp. Men då hade de civila på landsbygden fått nog, en arg folkmobb stormade RUF:s basläger och lyckades ta Sankoh till fånga och överlämnade honom till brittisk militär, Bockarie hann dock fly. Sankoh skulle senare ställas inför rätta i den FN-stödda domstolen Specialdomstolen för Sierra Leone anklagad för bland annat brott mot mänskligheten. Sankoh hann dock avlida innan rättegången hade hunnit börja.

## Barnsoldater
RUF blev ökända för sitt användande av barnsoldater, ett koncept man också hämtade från Charles Taylors rebellrörelse. Upp emot 10 000 barn, vanligtvis i åldrarna 7-12 år, uppskattas ha varit aktiva i striderna. Barnsoldaterna var mestadels pojkar som blivit föräldralösa efter att RUF-soldater mördat deras föräldrar under sina räder, många gånger tvingades barnen själva skjuta ihjäl sina föräldrar. En annan metod som RUF använde sig av för att värva barnsoldater var att genomföra räder på grundskolor när undervisningen pågick och många barn alltså befann sig där, de förstörde då skolan och kidnappade barnen, inte sällan efter att de tvingat dem att skjuta ihjäl lärarna och annan skolpersonal. Många flickor fanns också i tjänst, dessa fungerade många gånger också som prostituerade i rörelsens basläger. Barnen drogades oftast med kokain och alkohol för att de skulle bli mer effektiva i strid och bar många gånger på vapen och ammunition som vägde mer än dem själva. Det finns också många hemska och med största sannolikhet sanna berättelser om hur barnen som underhållning brukade slå vad sinsemellan om vilket kön ett ofött barn kunde ha och efter att de lagt sina bud skar upp en gravid kvinnas livmoder och drog ut det ofödda barnet för att se vem som haft rätt. 
Efter inbördeskrigets slut har de flesta av barnsoldaterna fått rehabiliteringshjälp och många av dem lever idag normala liv.
 De flesta barnsoldaterna användes vid RUF:s attacker mot byar och som vakter vid diamantfälten och vapenlagren.

## Politiskt parti
Efter att fred äntligen slutits den 18 januari 2002 övergick RUF i enighet med fredsavtalet till att bli ett politiskt parti kallat Revolutionary United Front Party (RUFP). Partiet ansåg sig nu enbart ha fredliga avsikter och beskrev sig som "ett kristet och demokratiskt parti med panafrikanism som främsta ideologi". Flera av de gamla ledarna uteslöts ur partiet i ett försök att visa för befolkningen att det nya partiet tog avstånd från vad RUF tidigare hade stått för. Man engagerade sig också i arbetet med rehabiliteringshjälpen för de många före detta barnsoldaterna som ingått i RUF, men det hjälpte föga. Under valet i maj 2002 fick partiet 2,2% av rösterna men inga platser i parlamentet. Partiet fick aldrig något stort stöd och upplöstes 2007. Partiledare var Alimany Pallo Bangura.

## Ledarna
- Foday Sankoh - Grundare och ledare för RUF 1991-2000
- Sam Bockarie - Ledande befälhavare och ledare för RUF 2000-2002
- Issa Sesay - Ledande befälhavare
- Morris Kallon - Ledande befälhavare
- Augustine Gbao - Ledande befälhavare
- Alimany Pallo Bangura - Partiledare för RUFP 2002-2007

## Krigsbrott
Bland de många högt uppsatta ledarna för RUF överlevde bara tre kriget, dessa har ställts inför rätt i Specialdomstolen för Sierra Leone och alla tre har dömts till långa fängelsestraff:
- Issa Sesay - Dömd 2003 till livstids fängelse för bland annat brott mot mänskligheten.
- Morris Kallon - Dömd 2009 till livstids fängelse för bland annat brott mot mänskligheten.
- Augustine Gbao - Dömd 2004 till 25 års fängelse för bland annat brott mot mänskligheten.

## RUF på film
RUF har skildrats i filmerna Blood Diamond och Lord of War.